# Schandelbach
Der Schandelbach ist ein linker Zufluss der Kinzig im Main-Kinzig-Kreis in Hessen.

## Geographie

### Verlauf
Der Schandelbach entspringt am Waldrand westlich von Lützelhausen am Rauenberg. Er unterquert die Landstraße 3202 und durchfließt dann den Ort. Nordöstlich von Lützelhausen nimmt er den Lochgraben und kurz darauf den aus Richtung Großenhausen kommenden Brühlgraben auf. Er unterquert die Kreisstraße 896 und fließt weiter nach Altenhaßlau. Dort mündet ihm der Eichelbach zu. Der Schandelbach verläuft nun weiter nach Norden, unterquert dabei die Bundesautobahn 66 und die Bahnstrecke Frankfurt–Göttingen und mündet in Gelnhausen in die Kinzig.

### Zuflüsse
- Lochgraben (rechts)
- Brühlgraben (rechts)
- Eichelbach (rechts)

### Flusssystem Kinzig
- Liste der Fließgewässer im Flusssystem Kinzig (Main)